# Tempe
Tempe je město v okrese Maricopa County ve státě Arizona ve Spojených státech amerických. V roce 2010 mělo 161 719 obyvatel. Město je pojmenováno podle údolí v Řecku. Na západ od města Tempe leží města Phoenix a Guadalupe, na severu je město Scottsdale, na jihu leží Chandler a na východě Mesa.

## Vývoj počtu obyvatel
V letech 1940 až 1980 se počet obyvatel ve městě každých deset let dvojnásobně až trojnásobně zvyšoval. Poslední desetiletí minulého století přinesla stagnaci a procentuální zvyšování počtu obyvatel je minimální.
| Rok   | 1930 | 1940 | 1950 | 1960   | 1970   | 1980    | 1990    | 2000    | 2010    |
| ----- | ---- | ---- | ---- | ------ | ------ | ------- | ------- | ------- | ------- |
| Počet | 2495 | 2906 | 7684 | 24 897 | 63 550 | 106 919 | 141 865 | 158 945 | 161 719 |

## Podnikání

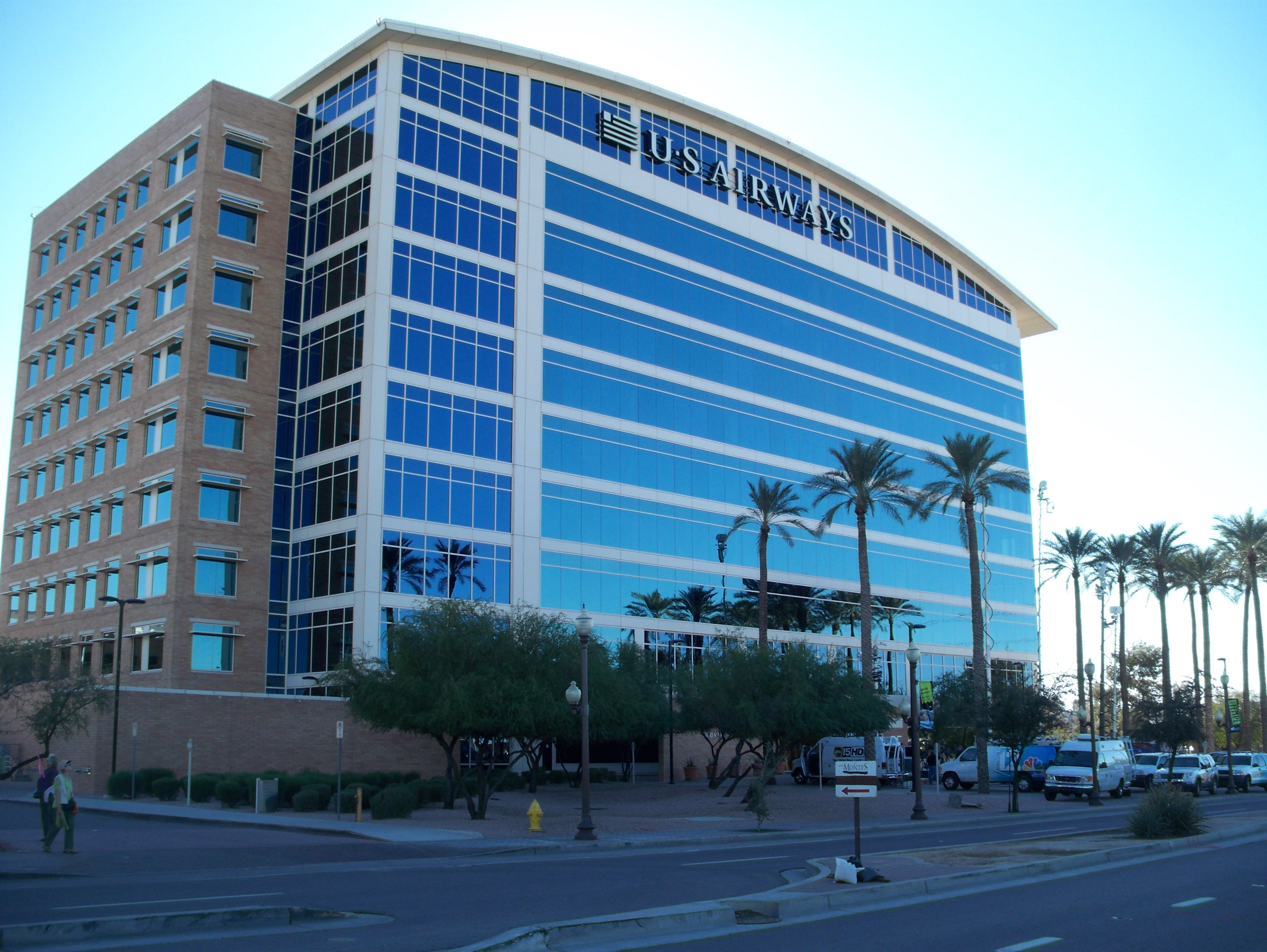
Budova US Airways

Město Tempe je sídlem společností US Airways a Insight Enterprises, které jsou zařazeny mezi 500 amerických společností s největším obratem v žebříčku sestavovaném a publikovaném časopisem Fortune, známém jako Fortune 500. Dále ve městě sídlí např. společnost First Solar, která vyrábí fotovoltaické články.
Společnost Iridium Satellite LLC, provozující soustavu několika desítek komunikačních satelitů, má v Tempe komerční bránu pro hlasové a datové služby. Typickými zákazníky jsou námořní a letecká doprava, ropný průmysl, vědecké instituce, apod.

## Kultura aškolství

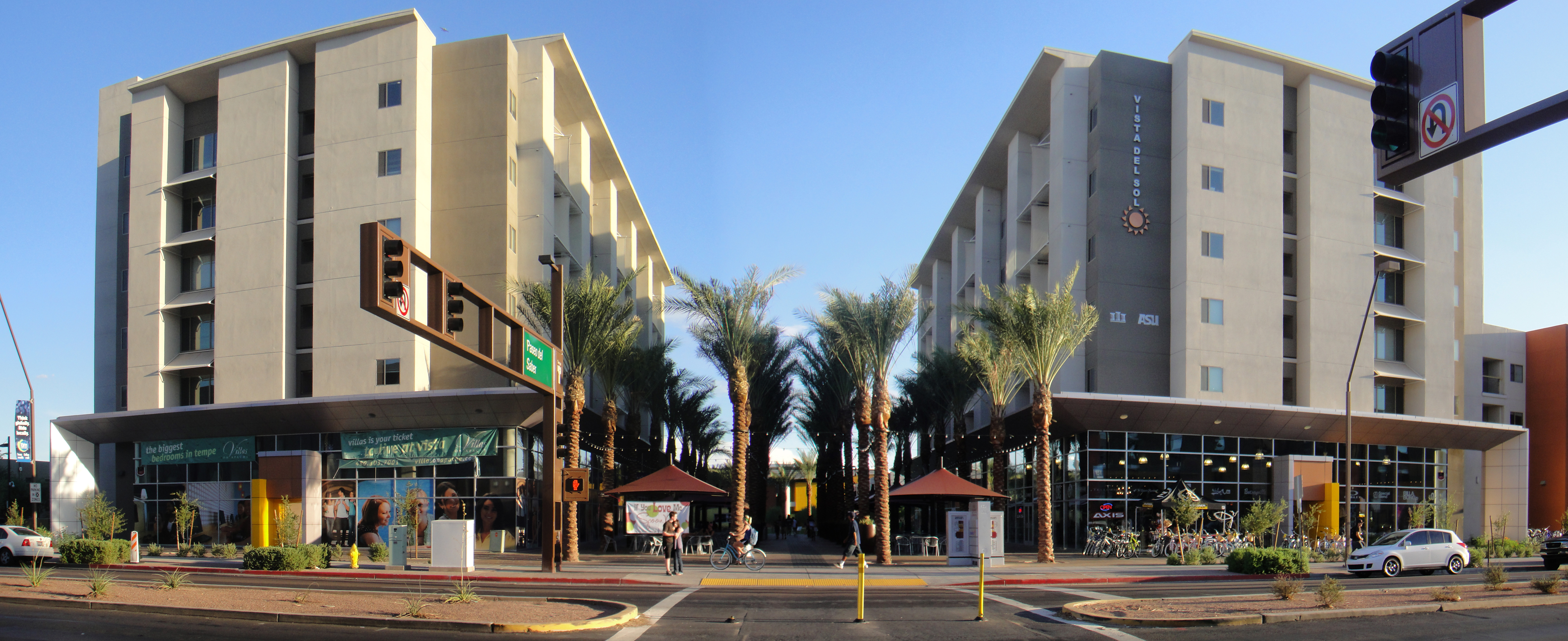
Arizona State University

Ve městě se nachází největší z areálů arizonské univerzity včetně sálu pro 3000 osob (Grady Gammage Memorial Auditorium). V Tempe je také soukromá vysoká škola University of Advancing Technology, zaměřená mj. na robotiku, multimédia, informatiku a výpočetní techniku.
Město Tempe má rovněž umělecké centrum Tempe Center for the Arts, dokončené v roce 2007. V uměleckém centru vystupují taneční skupiny a divadelní a hudební soubory. Je tam též umístěna galerie výtvarného umění. Veřejná knihovna, založená roku 1908, zaznamenává více než 1 000 000 návštěvníků každý rok. Roku 2010 prošla knihovna rozsáhlou rekonstrukcí a dětské oddělení má nyní plochu přes 1700 m².

## Sport

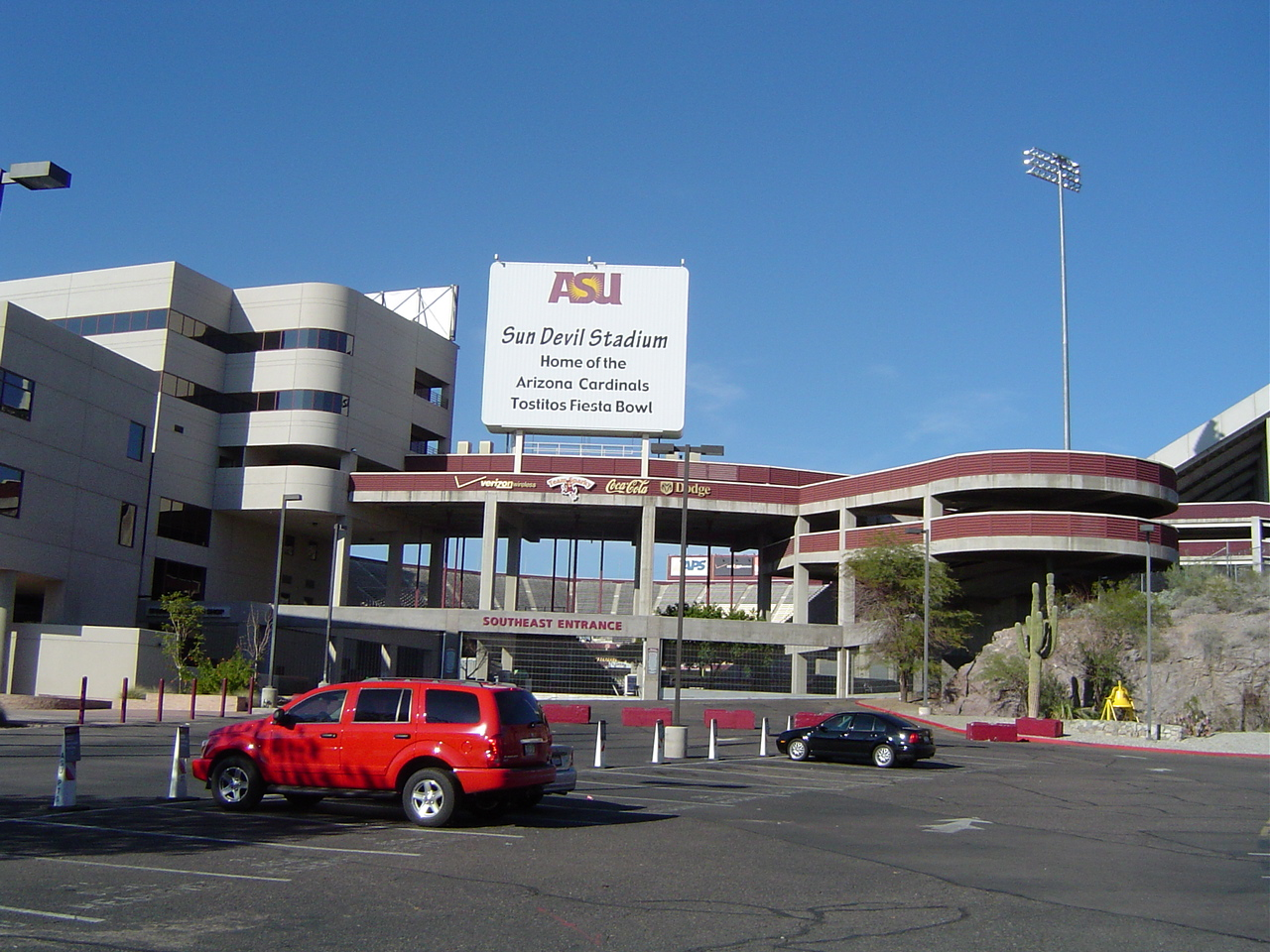
Stadion

Město Tempe je známé svým maratónským během a půlmaratónem. V roce 2006 zde etiopský běžec Haile Gebrselassie vytvořil světová maxima v běhu na 20 km a v půlmaratónu.
Od roku 1987 do roku 2006 hrál na místním stadionu zápasy profesionální klub amerického fotbalu Arizona Cardinals. Momentálně klub sídlí ve městě Glendale, ale jeho tréninkové prostory zůstaly v Tempe.
Od podzimu 2022 ve městě Tempe sídlí hokejový tým Arizona Coyotes v nové hale ASU Multi-Purpose Arena.
Arizonská univerzita má devět mužských a jedenáct ženských univerzitní týmů. Muži soutěží v baseballu, basketbalu, přespolním běhu, americkém fotbalu, golfu, potápění, atletice a wrestlingu. Ženy soutěží v basketbalu, přespolním běhu, golfu, gymnastice, americkém fotbalu, softbalu, plavání, potápění, tenisu, atletice, volejbalu a vodním pólu.
Před zahájením sezóny v Tempe vždy na jaře několik týdnů trénuje profesionální baseballový klub Los Angeles Angels of Anaheim.

## Doprava

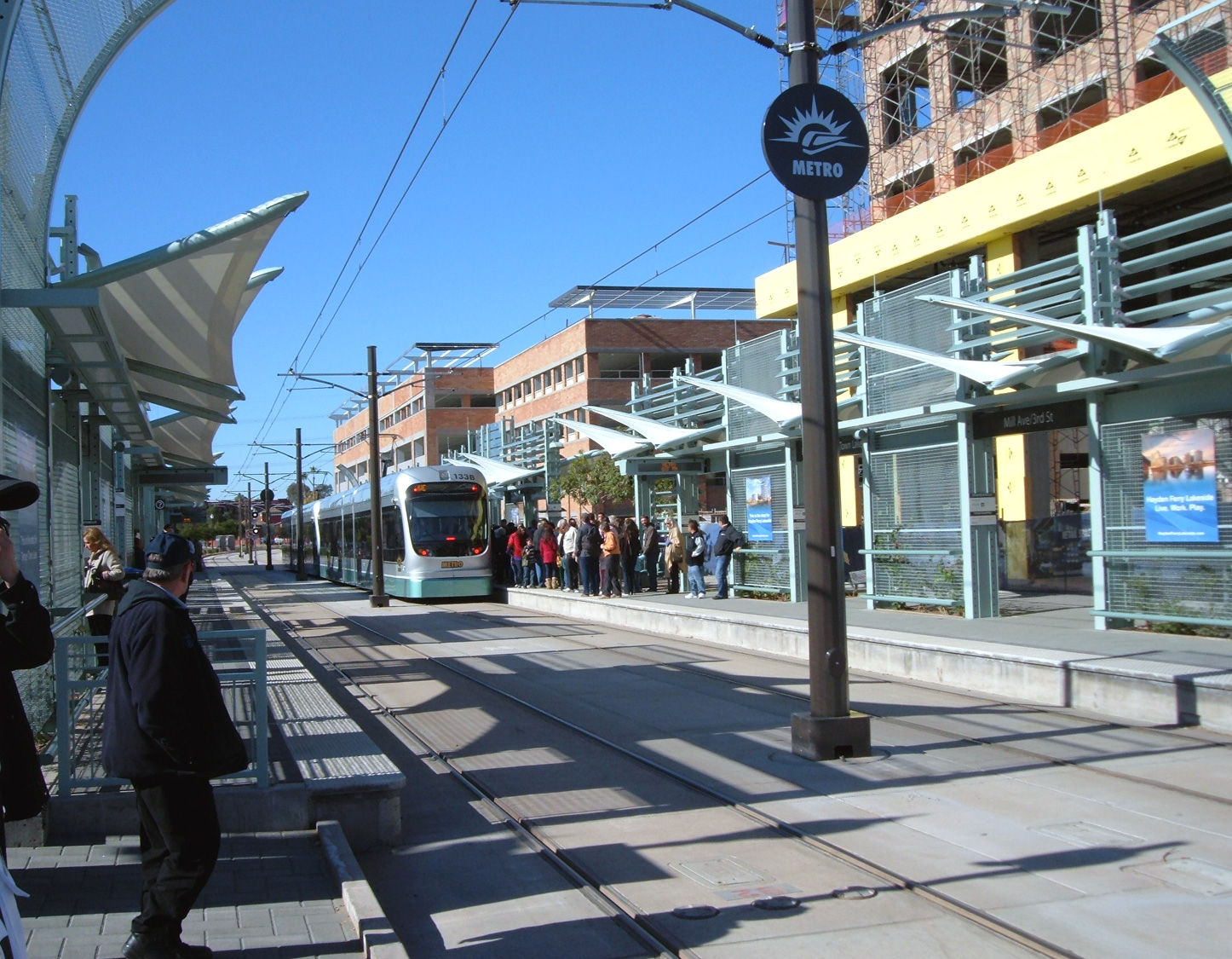
Stanice METRO Light Rail

Ve městě je jednak autobusová doprava a jednak „tramvajová“ doprava, nazývaná METRO Light rail. Zajímavostí města je bezplatná městská autobusová doprava na pěti trasách v blízkosti Arizona State University. Další tři bezplatné dopravní linky jsou v severní části Tempe. Většina těchto autobusů jezdí celý týden v pravidelných intervalech (15 min. ve špičce a 30 min. mimo špičku).
Přibližně 3 km od města Tempe se nachází mezinárodní letiště Phoenix Sky Harbor International Airport, které je devátým nejvytíženějším letištěm ve Spojených státech amerických. Nabízí přepravu do míst po celém území Severní Ameriky, do Londýna a na Havaj.

## Zajímavosti
Průměrný roční příjem rodiny v Tempe v roce 2006 byl 55 237 dolarů, což je výrazně méně, než např. příjem rodiny ve Scottsdale. Muži měli průměrný příjem 36 406 dolarů a ženy 28 605 dolarů za rok. Celkem 14,3 % obyvatel žilo pod hranicí chudoby.
Na Arizonské univerzitě v Tempe studoval americký herec Nick Nolte, který zde měl stipendium jako hráč amerického fotbalu. Profesionální hráč amerického fotbalu Mike Pollak absolvoval v roce 2003 v Tempe střední školu Corona del Sol High School, a potom pokračoval ve studiu na Arizonské univerzitě.
Roku 1983 byl v Tempe na stadionu natočen film Let's Spend the Night Together, který je záznamem koncertu skupiny The Rolling Stones.
Vždy poslední den v roce se ve městě konají národní silvestrovské oslavy Tostitos Fiesta Bowl Block Party.

## Podnebí
Průměrné roční teploty odpovídají poloze města a pohybují se v rozmezí od 4 °C až do 40 °C (údaje z roku 2010).
| Měsíc                          | 1    | 2    | 3    | 4   | 5   | 6   | 7    | 8    | 9    | 10   | 11   | 12   |
| ------------------------------ | ---- | ---- | ---- | --- | --- | --- | ---- | ---- | ---- | ---- | ---- | ---- |
| Průměrná nejvyšší teplota (°C) | 20   | 22   | 25   | 29  | 33  | 38  | 40   | 39   | 37   | 32   | 25   | 20   |
| Průměrná nejnižší teplota (°C) | 4    | 6    | 8    | 11  | 16  | 20  | 24   | 24   | 21   | 14   | 8    | 4    |
| Průměrné srážky (mm)           | 25,7 | 26,4 | 29,2 | 6,4 | 5,3 | 1,8 | 22,6 | 30,5 | 21,8 | 21,6 | 20,3 | 26,2 |
| Zdroj: Weather.com             |      |      |      |     |     |     |      |      |      |      |      |      |

## Partnerská města
- Beaulieu-sur-Mer, Francie
- Carlow, Irsko
- Lower Hutt, Nový Zéland
- Řezno, Německo
- Skopje, Severní Makedonie
- Čen-ťiang, Čína
- Timbuktu, Mali
- Cuenca, Ekvádor
- Trollhättan, Švédsko

## Galerie

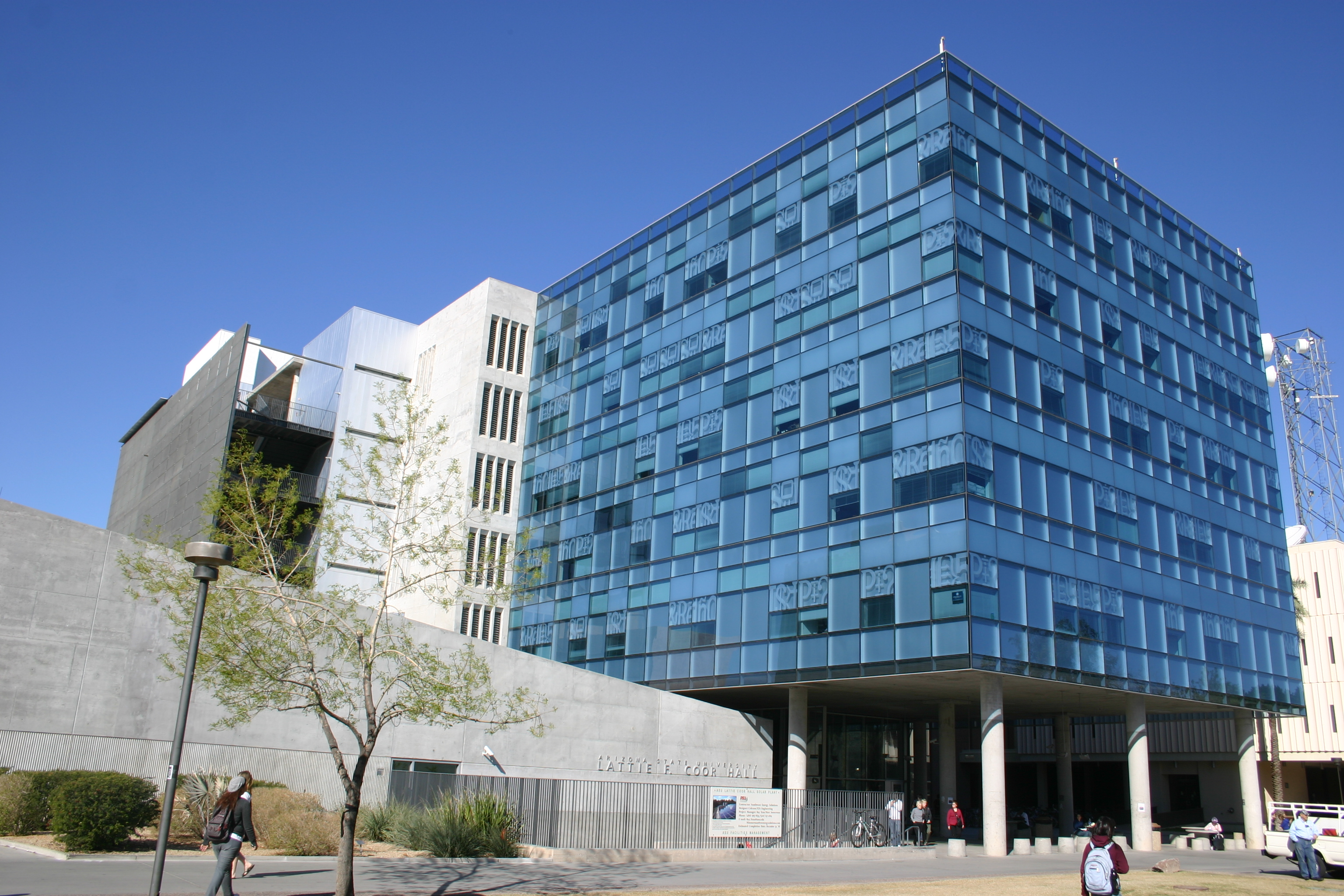
Arizona State University
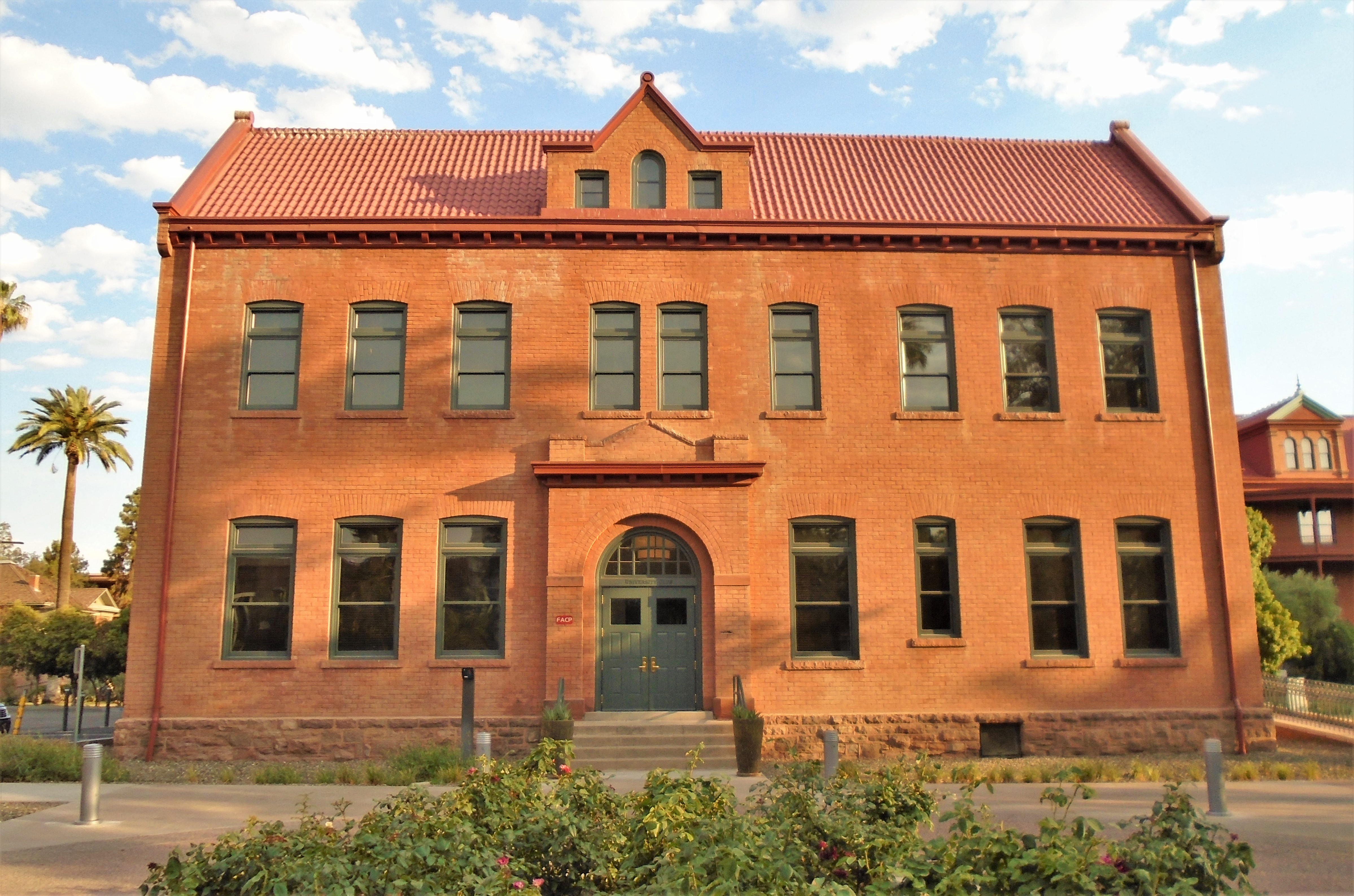
Univerzitní klub
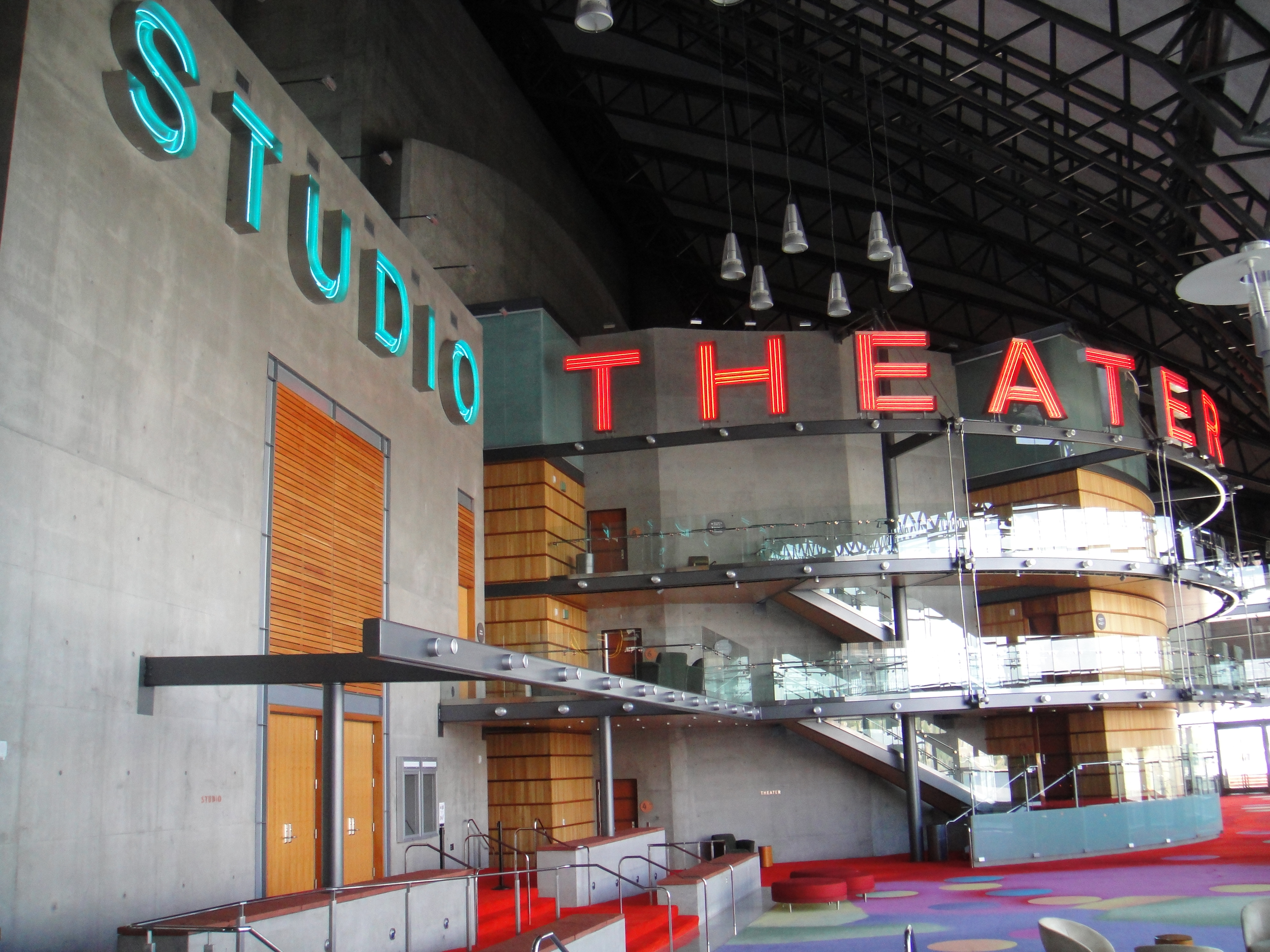
Centrum umění
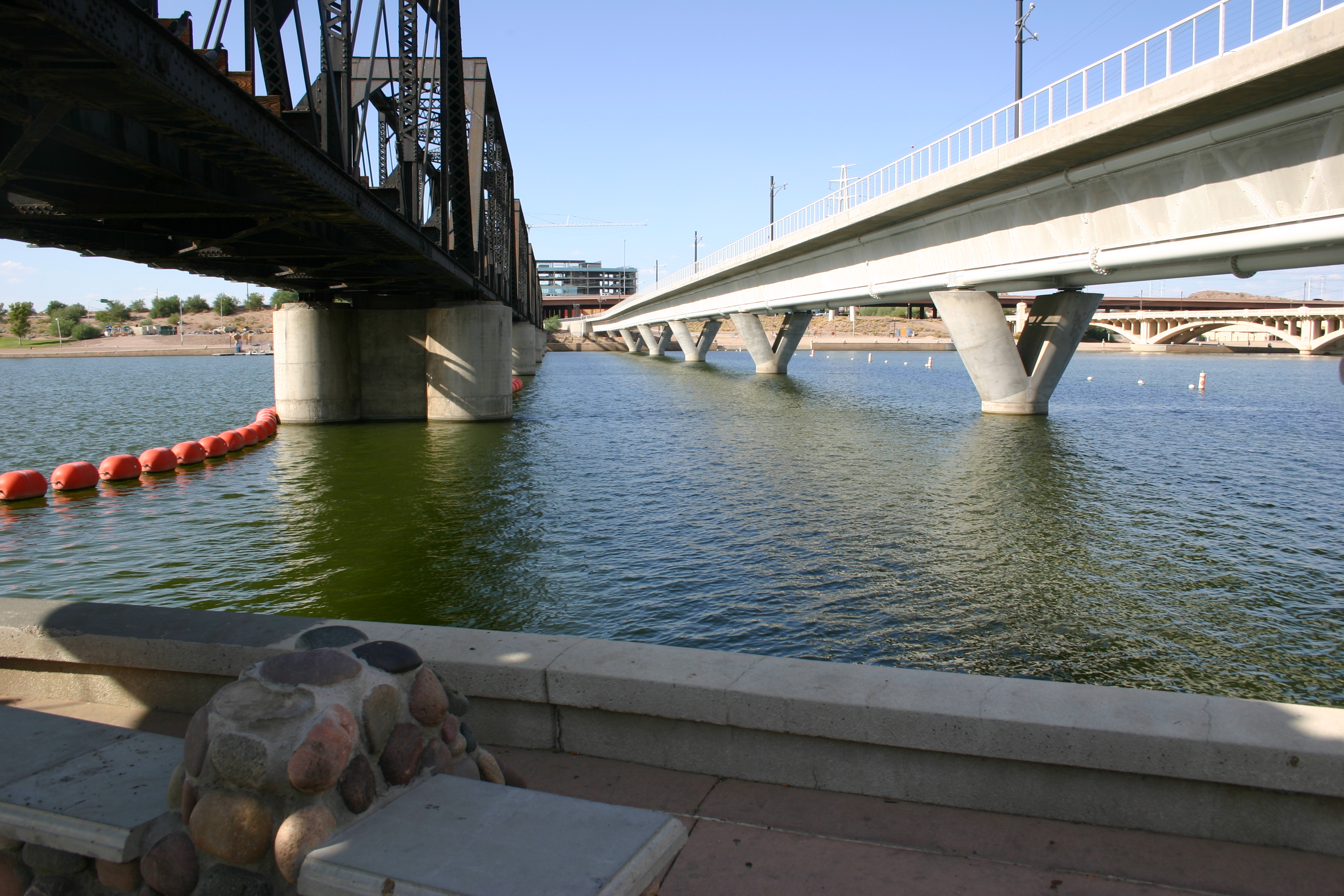
Mosty
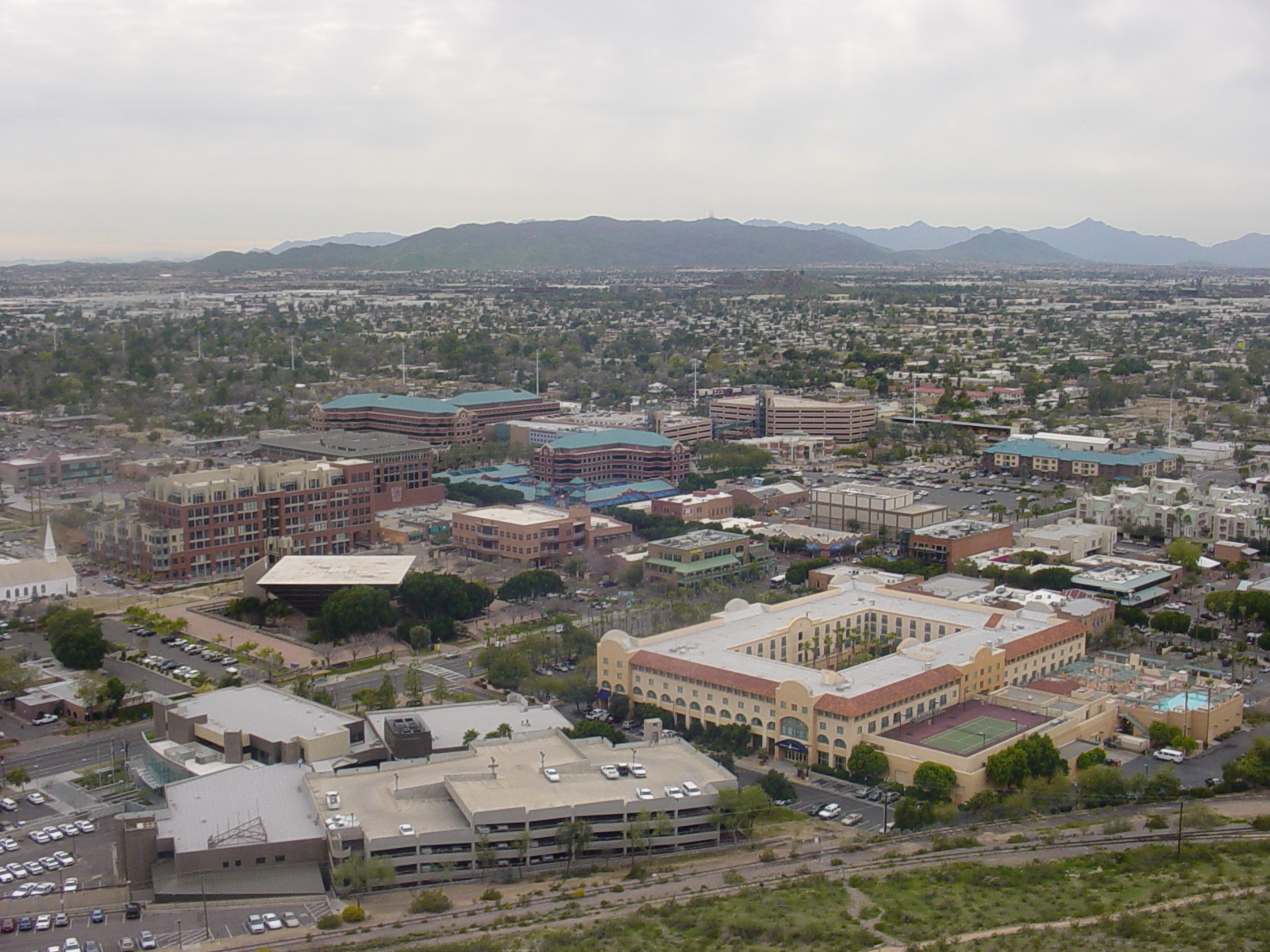
Pohled na Tempe
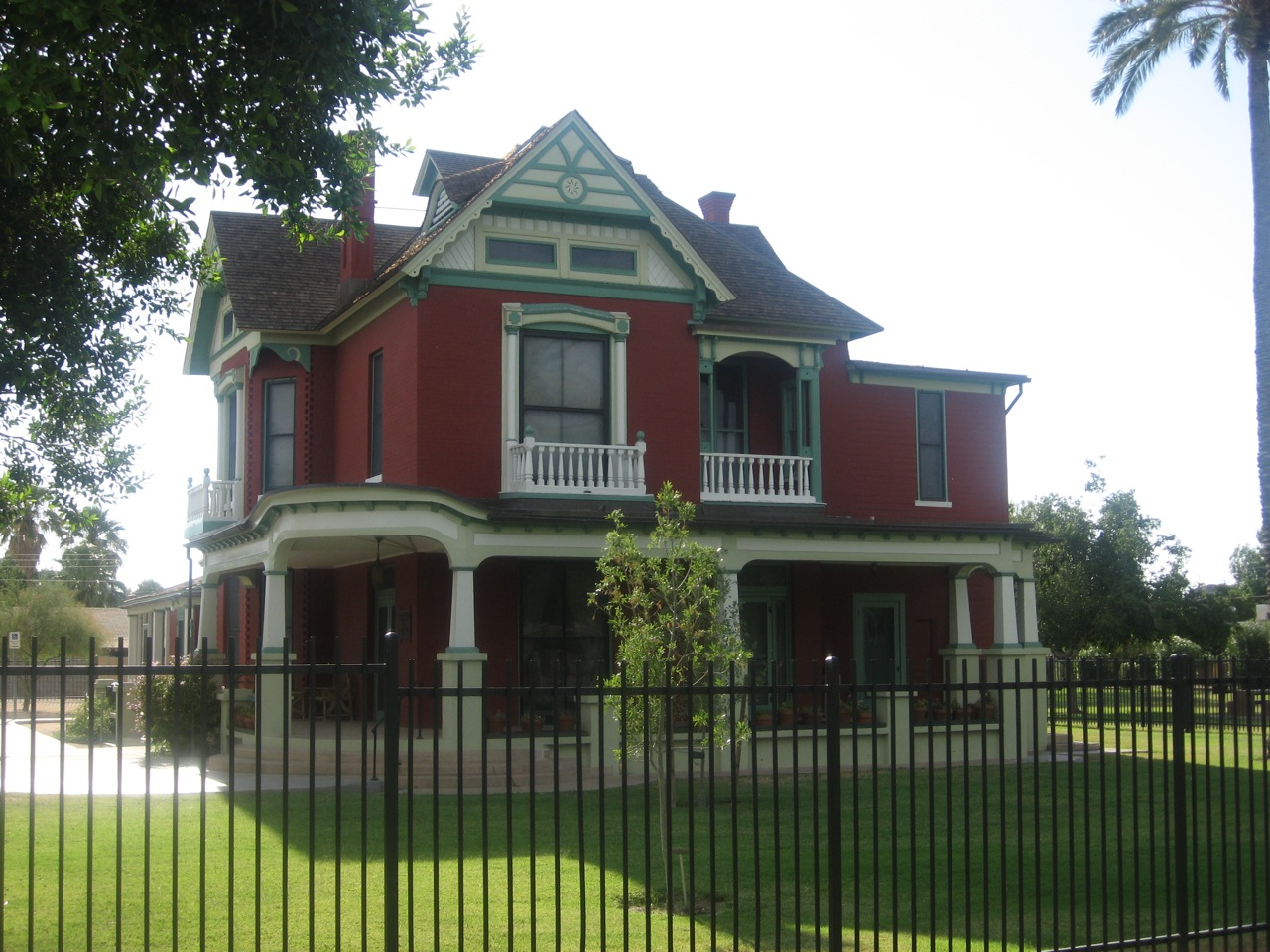
Muzeum